# Lago Dauphin
O lago Dauphin é um lago que se localiza no oeste de Manitoba perto da cidade de Dauphin, Canadá.

## Descrição
O nome deste lago foi atribuído por François de La Verendrye, em homenagem do herdeiro do trono francês em 1739.
O lago tem uma área de 520 km2 e tem uma bacia de drenagem de cerca de 3.250 milhas quadradas (8,400 km2). É o Rio Mossey que precede à drenagem das águas do lago, sendo a bacia drenada por sete linhas principais de escorrência, que apresentam um declive médio de 1.900 pés (580 m). 
Este lago está localizado dentro do território de três municípios rurais, que por ordem decrescente de área são o Município Rural do Rio Ochre, o Município Rural de Dauphin, e o Município Rural do Rio Mossey.
Vários esforços foram feitos para controlar os níveis das águas do lago no século XX. Em 1964, procedeu-se à construção da Barragem Mossey, no rio Mossey, construída próximo a Terin na foz do lago.
Existe uma estrutura em betão que permite o transito dos peixes migratórios entre o curso normal do rio o lago criado pela barragem, de modo que estes possam seguir o seu percurso de desova. Uma das funções da barragem é controlar o fluxo de saída das águas, para quando em condições de seca, os níveis baixam em excesso.
O Regulamento das águas do lago é no entanto difícil, dado que as condições podem mudar muito rapidamente. Por exemplo, uma chuva forte ocorrida no dia 4 de junho de 1947 produziu um influxo de pico estimado de 1700 m3/s. Em níveis normais, o rio Mossey tem cerca de 14 m<aup>3/s).
O lago fornece boas oportunidades recreativas, sendo a pesca a mais popular no inverno e no verão o acampamento. As margens do lago tem também muitas praias e muitas casas particulares.